# Jessica Ehrnbring
Jessica Ehrnbring, född 28 juli 1988, är en svensk tidigare handbollsspelare (mittnia). Hon spelade 13 säsonger i svensk elithandboll. Hon representerade också Sverige i sju ungdomslandskamper och gjorde där sex mål.

## Karriär
Jessica Ehrnbring spelade för Kärra HF i många år och var med och vann SM-guld för ungdom med den klubben. Hon spelade för Kärra HF till 2014, då hon valde att fortsätta karriären i Önnereds HK. I Önnered var hon med om att åka ur Elitserien 2016 men var också med om att föra upp klubben till SHE igen 2017.
Hon spelade säsongerna 2017/2018 och 2018/2019 en mera framträdande roll i Önnered som lagkapten, straffläggare och bäste målgörare. Båda åren placerade hon sig bland de tio bästa målgörarna 2018 med 118 mål och 2019 med 100 mål. I mars 2019 blev det klart att hon nästa säsong representerar BK Heid i SHE. I mars 2020 valde Ehrnbring att avsluta sin handbollskarriär.
Största meriten i karriären nationellt blev guld vid junior-SM 2007 med Kärra HF.